# 추락 (영화)
《추락》(Of Good Report)은 남아프리카 공화국에서 제작된 자밀 X.T. 쿠베카 감독의 2013년 드라마, 스릴러 영화이다. 모더시 마가노 등이 주연으로 출연하였다. 2013년 토론토 국제 영화제에서 상영되었다.

## 출연

### 주연
- 모더시 마가노
- 차마노 세베

## 기타
- 공동제작: 헤더 밀라드